# キトサップ半島

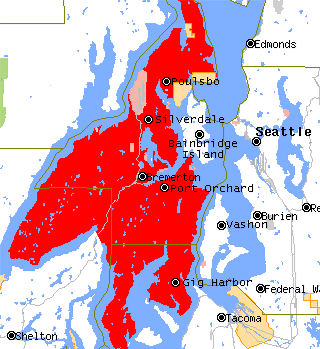
キトサップ半島

キトサップ半島（キットサップ半島、Kitsap Peninsula）は、アメリカ合衆国ワシントン州にある半島。太平洋に面したオリンピック半島の東側に突き出した半島である。西のオリンピック半島とは、長さ100km余り、幅平均およそ2kmの南北に伸びるフィヨルド、フッド・カナル（Hood Canal）で分かたれ、東から南に広がるワシントン州本土とは複雑な形をしたピュージェット湾（Puget Sound）で隔てられており、南西にある狭い地峡で大陸とつながっている。キトサップ半島から見て、シアトルはピュージェット湾の対岸の東側、タコマはピュージェット湾対岸の南側にあたる。

## 行政

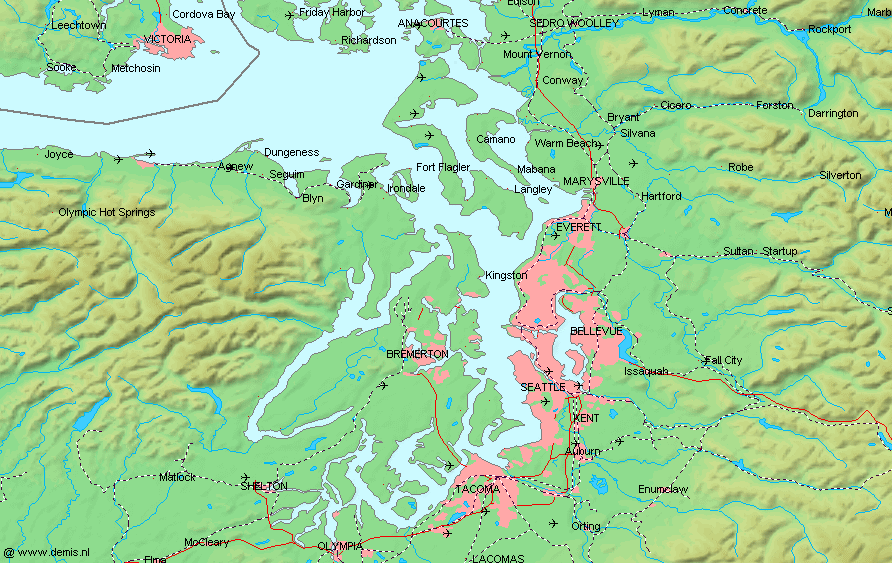
ピュージェット湾沿岸地図。中央に位置するのがキトサップ半島、そのさらに西の山がちな陸地がオリンピア半島。湾の東岸にシアトルがある

キトサップ郡が半島の大半、および東のピュージェット湾に浮かぶベインブリッジ島（Bainbridge Island）とブレイク島（Blake Island）とを管轄する。その他周囲の大きな島は、半島の東のヴァション島（Vashon Island）などである。また半島南西部はメイソン郡、半島南東部はピアース郡に属する。半島最高地点はゴールド・マウンテン、半島最北端部はノー・ポイント岬（Point No Point）である。
アメリカ海軍のピュージェット・サウンド海軍造船所とキトサップ海軍基地はこの半島にある。半島の主要都市は、これら海軍施設を抱えるブレマートン市。

## 先住民
アメリカ人が開拓した初期、この半島は「グレート・ペニンシュラ」または「インディアン半島」と呼ばれていた。現在の名は半島のほとんどを管轄するキトサップ郡から取られているが、この郡名は18世紀から19世紀にかけて活躍したスクアミッシュ族の戦士でメディスンマンでもあった酋長キトサップから取られている。スクアミッシュ族は漁労などで生計を立てていたピュージェット湾岸の主要民族であり、その祖先伝来の地はキトサップ半島東岸にあった。シアトル市も、19世紀のスクアミッシュ族のもっとも有名な長であるシアトルの名からとられている。現在、スクアミッシュの人々はキトサップ半島北部のピュージェット湾側（半島とベインブリッジ島とが接する海峡アガタ・パスの北岸からポールスボー Poulsbo にかけての一帯）にあるポート・マディソン・インディアン居留地（Port Madison Indian Reservation）に暮らしている。その他、ファンデフカ海峡をはさんでオリンピック半島とバンクーバー島で漁労を営んでいた先住民、クララム族（Klallam、S'Klallamとも綴る）もこの半島にまで範囲を広げていたことがあり、現在ポート・ギャンブル・クララム・インディアン居留地（Port Gamble S'Klallam Indian Reservation）が半島北西岸のリトル・ボストンにある。

## 交通
キトサップ半島や周囲の島々は、陸路と海路でシアトル・タコマ大都市圏の各地と緊密に結ばれている。ピュージェット湾東岸のシアトルやエドモンズなどからは、ワシントン州営フェリーでキトサップ半島のブレマートンやキングストンなどへの航路が運航されている。
陸路では、ベインブリッジ島との間や小さな湾に橋がかかっているほか、タコマからの高速道路がタコマナローズ海峡を吊り橋・タコマナローズ橋で渡っている。タコマナローズからの道路は半島を南北に貫き、フッド・カナル湾口にかかる世界最長のポンツーン橋（ポンツーンを利用した浮橋）フッド・カナル橋（長さ2,398m）でオリンピック半島へ抜けている。